# Тасты (Акмолинская область)
Тасты (каз. Тасты, до 2010 г. — Луговое) — аул в Целиноградском районе Акмолинской области Казахстана. Административный центр сельского округа Тасты. Код КАТО — 116653100.

## География
Аул расположен на правом берегу реки Ишим, в северо-западной части района, на расстоянии примерно 37 километров (по прямой) к северо-западу от административного центра района — села Акмол.
Абсолютная высота — 326 метров над уровнем моря.
Климат холодно-умеренный, с хорошей влажностью. Среднегодовая температура воздуха отрицательная и составляет около −4,2°С. Среднемесячная температура воздуха в июле достигает +20,5°С. Среднемесячная температура января составляет около −14,5°С. Среднегодовое количество осадков составляет около 390 мм. Основная часть осадков выпадает в период с июня по июль.
Ближайшие населённые пункты: село Садовое — на юге, село Жанаесиль — на юго-востоке, село Караменды батыра — на востоке, село Акмечеть — на западе, село Родина — на юго-западе, станция Тастак — на севере.
Через аул проходит автодорога республиканского значения — М-36 «Граница РФ (на Екатеринбург) — Алматы; через Костанай, Астана, Караганда».

## Население
В 1989 году население аула составляло 792 человек (из них казахи — 42%, русские — 21%).

В 1999 году население аула составляло 953 человека (471 мужчина и 482 женщины). По данным переписи 2009 года, в ауле проживали 1034 человека (521 мужчина и 513 женщин).
| Численность населения | Численность населения | Численность населения |
| 1989                  | 1999                  | 2009                  |
| --------------------- | --------------------- | --------------------- |
| 792                   | ↗953                  | ↗1034                 |